# Федерико од Салуца
Федерико ди Салуцо (Салуцо, 1442 – 1483) је био италијански католички бискуп.

## Биографија
Био је син Лудовика I од Салуца, маркиза од Салуца и маркизе Изабеле Палеолог од Монферата.
Предодређен за црквену службу, постао је парох Салуца 1462. године. Године 1466. његов отац маркиз Лудовико I је покушао, уз помоћ Висконтија, али безуспешно, да Федерика постави за бискупа Новаре, тај је положај упражњена након смрти бискупа Јакопа Филипа Цривелија.
Године 1469. именован је за почасног опата Санта Мариа ди Стафарда, на тој функцији био је до 1482. године.
Дуго је живео на двору савојског војводе Филиберта I као саветник.
Умро је 1483. године, након што је од папе Сикста IV добио титулу папског легата.

## Потомство
Бискуп Федерико ди Салуцо је имао двоје биолошке деце:
- Кристофор (*? †?), витез;
- Маргарита (*? †1518), удата за Ђованија Андреа ди Салцо ди Паезана (*1464 †1529).